# عوبدیا

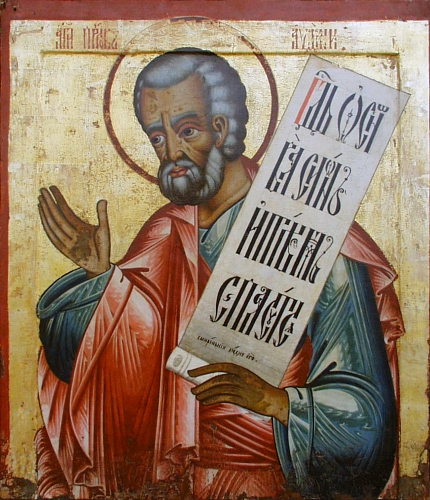
شمایل عوبدیا در سنت ارتدکس روسی. اثری از سدهٔ ۱۸ میلادی در شمایل‌گاه کلیسای تجلی مسیح واقع در صومعه کیژی در کارلیا روسیه.

عوبَدیا (عبری:עבדיה به معنی «بنده خداوند») از پیامبران بنی‌اسرائیل و رهبران قوم یهود بوده‌است. نام او چندین بار در عهد عتیق ذکر گشته‌است. محمدتقی امام نهم شیعیان معتقد است که عوبدیا همان ذوالکفل می‌باشد.

## عوبدیا در یهودیت
عوبدیا در شکیم زاده شد و ادوم ساکن شد. او از نوادگان الیفاز دوست ایوب بود؛ او در ادوم به یهودیت گروید. عوبدیا یکی از خدمتگزاران دربار آخاب بود، که از خانه او پاسداری می‌کرد و خزانه پادشاه را در اختیار داشت. در هنگامی که شاه پیامبران خدا را می‌کشت، عوبدیا صدتن از پیامبران را در غار پنهان کرده و برای ایشان خوردنی می‌آورد. پس از گذشت سه سال از قحطی سختی که در سامرا روی داده بود، اخاب و عوبدیا زمین را برای یافتن مرتع برای رمه‌های اخاب تقسیم کرده و هر یک به سمتی برای جستجوی مرتع رفتند. هنگام جستجو، عوبدیا ایلیا را ملاقات کرد. ایلیا از عوبدیا خواست که اخاب را از حضورش آگاه کند.عوبدیا ترسید که با گفتن این جمله، اخاب او را بکشد؛ اما ایلیا او را مطمئن ساخت که خودش را بر اخاب نمایان خواهد کرد، عوبدیا دستور ایلیا را اطاعت کرد و رفت. عوبدیا با ارمیا وابستگی داشته‌است. کتاب عوبدیا حاوی پیشگویی‌های او درباره ادوم است؛ عوبدیا ادوم را به خاطر قصور در کمک به بنی‌اسرائیل مورد سرزنش قرار داده‌است و ویرانی آن را نزدیک دانسته‌است. او همچنین حمله فلسطینیان به اورشلیم در طی سلطنت یهورام و حمله بابلی‌ها به اورشلیم را پیش‌بینی کرد. مکان مرگ او را در احزا در فلسطین دانسته‌اند.

## عوبدیا در مسیحیت
مسیحیان عوبدیا را از قدیسان می‌دانند؛ روز بزرگداشت او در کلیسای قبطی دهم ژانویه، در کلیسای ارتدکس یونانی نوزدهم نوامبر، در کلیسای انجیلی ارمنستان سی و یکم ژوئن می‌باشد.